# Caragogne
La Caragogne est une classe de voilier de 4,6 m de long à dérive escamotable.

## Description
La Caragogne, Caravelle-Cigogne ou Caravelle-pêche, possède la même coque que la Caravelle. Son nom fait référence à Fort Cigogne, une des bases du Club des Glénans où ce bateau était utilisé pour l'initiation à la croisière côtière.
Jean-Jacques Herbulot, son architecte, ajouta à sa Caravelle un roof pouvant abriter deux couchettes et garder au sec voiles, moteur, provisions et équipements divers. Ce roof est doté d'une porte à deux parties pouvant se verrouiller à l'aide d'une serrure.
Ses dimensions (longueur : 4,60 m, maître-bau: 1,80 m) et sa surface de voilure (12 m2) en font un bateau très sécurisant et facile à barrer. Le volume du cockpit permet de naviguer à quatre personnes jusqu'à 2 milles d'un abri.
Les Caragognes pontées d'un poids total de 300 kg sont munies d'un lest de 75 kg et d'une dérive escamotable qui en font un bateau plus marin que la Caravelle classique.